# Thank U
Thank U [ˈθæŋkju] (englisch für „Danke schön“) ist ein Lied der kanadischen Musikerin Alanis Morissette von ihrem vierten Studioalbum Supposed Former Infatuation Junkie aus dem Jahr 1998. Das Lied wurde von Alanis Morissette und dem US-amerikanischen Musikproduzenten Glen Ballard, der bereits ihr vorheriges Album produziert hatte, komponiert. Morissette nahm den Song nach ihrer Rückkehr aus Indien auf.
Das Lied erhielt überwiegend positive Kritiken und erreichte Top-10-Platzierungen in mehreren Ländern. Zur Singleauskopplung wurde ein Musikvideo gedreht, in dem Morissette nackt in den Straßen von Los Angeles steht und singt. Trotz einiger Kontroversen um die gezeigte Nacktheit der Sängerin wurde das Musikvideo bei den Grammy Awards 2000 in der Kategorie „Best Female Pop Vocal Performance“ nominiert.

## Hintergrund und Veröffentlichung
Nach ihrem großen Erfolg und musikalischem Durchbruch mit dem Album Jagged Little Pill im Jahr 1995 (auf dem sich unter anderem die Hits You Oughta Know, Ironic, Head over Feet und You Learn befinden) wurde Morissette als eine der größten Musikstars gehandelt, weshalb die Erwartungen auf das Folgealbum entsprechend groß waren. Während einer Urlaubsreise durch Indien im Jahr 1997 schrieb Morissette einige Musikstücke, darunter auch Thank U. Im Jahr 1998 steuerte sie das Lied Uninvited zum Soundtrack des US-amerikanischen Spielfilms Stadt der Engel bei.
Im September des gleichen Jahres wurde Thank U im Radio veröffentlicht. Die Sängerin sprach mit dem Musiksender MTV über ihre Auszeit zwischen der LP und der ersten Single:

“Basically, I had never stopped in my whole life, hadn’t taken a long breath, and I took a year and a half off and basically learned how to do that. When I did stop and I was silent and I breathed… I was just left with an immense amount of gratitude, and inspiration, and love, and bliss, and that’s where the song came from, you know.”

„Im Grunde habe ich in meinem ganzen Leben niemals eine Pause zum Durchatmen gemacht, und so nahm ich eineinhalb Jahre Auszeit und lernte, wie man das anstellt. Als ich anhielt und ruhig war und durchatmete… war ich einfach nur erfüllt von einer unermesslichen Dankbarkeit, Inspiration, Liebe und Glückseligkeit, und daraus resultierte das Lied.“

## Komposition und Produktion
Thank U wurde von Morissette und Ballard komponiert und produziert. Der Rocksong ist in der Tonart C-Dur verfasst und im Viervierteltakt gehalten.
Er hat ein durchschnittliches Tempo von 91 Beats per minute bei einer Länge von 4:19 min. Das Lied basiert auf einer einfachen Progression, die zwischen tonischen C-Dur, dominanten G-Dur und einem subdominanten F-Dur Akkord wechselt. Das einfach gehaltene, mittelschnelle Rockstück ist unterlegt mit einem markanten Drumcomputer-Pattern, das mit einer Unterbrechung ab 0:32 min durchgehend pulsiert. Ein graziles Klavierintro unterstreicht Morissettes Gesang, der mit der Frage beginnt: “How bout getting off these antibiotics?” (deutsch: „Wie wäre es von diesen Antibiotika wegzukommen?“) Der Rest des Liedes geht in der gleichen provokanten Frageform weiter: “How bout remembering your divinity?” (deutsch: „Wie wäre es, sich seiner Göttlichkeit zu erinnern?“) Im Refrain dankt die Sängerin verschiedenen Umständen wie Terror, Desillusion, Konsequenzen, Zerbrechlichkeit und Stille, die ihr geholfen haben charakterlich zu wachsen.
Der Liedtext handelt vom spirituellen Erwachen der Sängerin, das aus ihrer Reise nach Indien resultierte sowie weiteren physischen und inneren Reisen. Mit dem Lied drückt Alanis ihre innig empfundene Dankbarkeit, Inspiration und Mitgefühl aus, das sie zum Zeitpunkt der Komposition empfand.
Nach Meinung von Jon Pareles in der US-amerikanischen Tageszeitung The New York Times hat das Lied „Strophen von Selbsthilfe“, wie zum Beispiel:

“How ’bout no longer being masochistic?
How 'bout remembering your divinity?
 How 'bout unabashedly bawling your eyes out?”

„Wie wäre es, nicht länger masochistisch zu sein?
Wie wäre es, sich seiner Göttlichkeit zu erinnern?
 Wie wäre es, sich ungeniert die Augen auszuweinen?“

Liana Jones bemerkte auf der Musikwebsite Allmusic: “There aren’t many artists, let alone everyday people, who acknowledge and pay tribute to life’s lessons.” (deutsch: „Es gibt nicht viele Künstler, geschweige denn Alltagsmenschen, die den Lektionen des Lebens Anerkennung und Dankbarkeit widmen.“)

## Musikvideo
Das Musikvideo wurde vom französischen Fotografen und Regisseur Stéphane Sednaoui im Seitenverhältnis 4:3 gedreht und am 12. Oktober 1998 vom Musiksender MTV in der Chart-Sendung Total Request Live veröffentlicht. In dem Farbfilm steht Morissette nackt auf Straßen in Los Angeles und im Supermarkt und sitzt in der U-Bahn an verschiedenen öffentlichen Orten in Los Angeles. Dabei wird sie wiederholt von vorbeigehenden Passanten an der Schulter berührt. Zweimal begegnet ihr eine Lichtgestalt. Morissette ist während des gesamten Videos unbekleidet, ihre Brüste werden lediglich von ihren hüftlangen Kopfhaaren verdeckt, nur der Intimbereich wurde durch eine Videoschnittsoftware unscharf bzw. unkenntlich gemacht. Das Video hat nur neun Einstellungen und wurde nahezu ohne Kamerafahrten und -schwenks gedreht.
Auf die Frage, warum die Sängerin im Video durchgehend nackt auftrete, antwortete Morissette im Interview mit Carson Daly:

“Actually, the idea for that video hit me in my shower – I was thinking about the song and its simplicity and its baring itself, and I just thought, ‚Wouldn’t it be great if I could just walk around New York City or grocery stores in just a symbolism of being naked everywhere I went?‘. Less about overt sexuality and more about the symbolism of being really raw and naked and intimate in all these environments where you’d seemingly need protection, like in a subway and those kinds of places. So that hit me in the shower and then we executed it.”

„Tatsächlich kam mir die Idee für das Video unter der Dusche. Ich dachte über das Lied und dessen Schlichtheit nach, wie es sich entblößt, und da dachte ich halt: ‚Wäre es nicht großartig, wenn ich einfach in New York City oder Lebensmittelläden herumlaufe als ein Symbol von Nacktsein, überall wo ich hingehe?‘. Weniger als offenkundige Geschlechtlichkeit als vielmehr ein Symbol davon, wirklich roh und nackt und intim in solchen Umgebungen zu sein, an denen man scheinbar Schutz benötigt, wie in der Untergrundbahn und solchen Gegenden. Das kam mir unter der Dusche und das haben wir dann umgesetzt.“

Für die Ausstrahlung des Videos auf MTV in Indien und weiteren asiatischen Ländern wurden ursprünglich geringfügige Änderungen am Video vorgenommen. Spätere Ausstrahlungen erfolgten allerdings in der originalen Version. Im Mai 2001 wurde das Video vom Musiksender VH1 auf Platz 66 der „100 großartigsten Videos“ bewertet.

## Rezeption

### Rezensionen
Der US-amerikanische Musikkritiker Stephen Thomas Erlewine von Allmusic hob das Lied als einen Höhepunkt des Albums hervor und schrieb, dass die „texturierte Produktion als eine Kulisse für Morissettes kryptisch-introspektiven Liedtext fungiere“ (“the textured production functions as a backdrop for Morissette’s cryptically introspective lyrics”). Liana Jones lobte auf Allmusic den tiefgründigen Liedtext, denn er sei ein „wahrer Segen für die zeitgenössische Rockmusik, die dazu neige, thematisch immer simpler und abgedroschener zu werden“. Ken Tucker von Entertainment Weekly empfand, die Struktur des Liedes „kreiere eine Verfänglichkeit, die von Gary Nowaks hypnotischem Schlagzeugrhythmus unterstützt und betont werde“. Er bezeichnete Thank U zudem als „eine hervorragende Single mit seiner positiven Stimmung, die in einer kristallinen Melodie eingeschlossen sei wie in einer Flaschenpost“.
Rob Sheffield vom Musikmagazin Rolling Stone mutmaßte in seiner Albumkritik, das Lied „hätte ein pompöses Disaster werden können, doch stattdessen ist es ein anspruchsvoller Brillianzstreich – sie findet Worte, um etwas schockierend Kluges über ihre spirituelle Krise zu sagen, und reitet dabei auf einer unauslöschlichen 80er Jahre Adult Orientated Rock (AOR) Synthiemelodie und jammert wie Robert Plant, der sich das Lied Kaschmir von Jimmy Page und Puffy zurückholt.“ Sal Cinquemani vom englischsprachigen Slant Magazine bezeichnete die „Softrock-Synthie-Hookline“ und „Morissettes Sammlung listenartiger Strophen“ als „alles andere als gewöhnlich“. Die englische Musikzeitschrift New Musical Express (NME) lobte den „ansprechenden, trällernden Liz Cocteau-auf-einem-Besenstiel-artigen Stilrahmen“. Larry Flick vom US-amerikanischen Branchenblatt Billboard lobte Morissettes Darbietung und ihre „zen-artige Zuversicht“ ("zen-like confidence") und bezeichnete das Lied als „sofort einprägsame Single, die den Radioäther sowie alle möglichen Formate innerhalb von Sekunden durchdringen werde“.

### Preise
Thank U wurde bei den Grammy Awards im Jahr 2000 in der Kategorie Best Female Pop Vocal Performance nominiert, unterlag jedoch dem Lied I Will Remember You der kanadischen Sängerin und Komponistin Sarah McLachlan. Bei den kanadischen Juno Awards im Jahr 2000 wurde Morissette in der Kategorie „Songwriter of the Year“ („Liedermacher des Jahres“) für die Komposition der drei Lieder So Pure, Thank U und Unsent nominiert. Das Internetmusikportal ReDigi listet das Lied auf Platz 3 der „Top 10 Alanis Morissette Songs“ mit der Begründung:

“Most of the attention might have been focused on its revealing video, but the angst-ridden melancholy of ‚Thank You‘ works just as well without images of Alanis wandering the streets in her birthday suit.”

„Die größere Aufmerksamkeit mag auf dem freizügigen Video liegen, doch die angsterfüllte Melancholie von ‚Thank U‘ funktioniert auch ohne Bilder von Alanis, wie sie in ihrem Evakostüm durch die Straßen streift.“

### Chartplatzierungen
Thank U ist Morissettes kommerziell erfolgreichste Single nach dem Album Jagged Little Pill. Es stieg zuerst in den Billboards Hot 100 Airplay auf Platz 42 ein und eine Woche später erreichte es Platz 19 in den Modern Rock Tracks. Die gleiche Woche stieg das Lied bis auf Platz 11 in den Hot 100 Airplay Charts. Am 28. November 1998 toppte Thank U die Adult Top 40 Tracks Charts. Am 5. Dezember 1998 erreichte das Lied in den Billboard Hot 100 Charts die 17. Platzierung. In Kanada toppte das Lied die Canadian Hot 100 in drei aufeinander folgenden Wochen und wurde ihre fünfte Nummer 1 Single dort.
| ChartsChartplatzierungen       | Höchstplatzierung | Wochen |
| ------------------------------ | ----------------- | ------ |
| Deutschland (GfK)              | 19 (15 Wo.)       | 15     |
| Kanada (MC)                    | 1 (… Wo.)         | …      |
| Österreich (Ö3)                | 10 (14 Wo.)       | 14     |
| Schweiz (IFPI)                 | 18 (19 Wo.)       | 19     |
| Vereinigte Staaten (Billboard) | 17 (11 Wo.)       | 11     |
| Vereinigtes Königreich (OCC)   | 5 (12 Wo.)        | 12     |

| ChartsJahrescharts (1998) | Platzierung |
| ------------------------- | ----------- |
| Kanada (MC)               | 72          |

| ChartsJahrescharts (1999) | Platzierung |
| ------------------------- | ----------- |
| Kanada (MC)               | 85          |

### Auszeichnungen für Musikverkäufe
| Land/Region                  | Auszeichnungen für Musikverkäufe (Land/Region, Auszeichnung, Verkäufe) | Verkäufe |
| ---------------------------- | ---------------------------------------------------------------------- | -------- |
| Australien (ARIA)            | Gold                                                                   | 35.000   |
| Norwegen (IFPI)              | Gold                                                                   | 10.000   |
| Vereinigtes Königreich (BPI) | Gold                                                                   | 400.000  |
| Insgesamt                    | 3× Gold ·                                                              | 445.000  |

Hauptartikel: Alanis Morissette/Auszeichnungen für Musikverkäufe

### Cover-Version
Im Jahre 2020 veröffentlichte der Popsänger Chris Mann, ein Teilnehmer der amerikanischen TV-Casting-Show The Voice, eine Cover-Version des Songs unter dem Titel Thank U Frontline mit leicht geändertem Text und dazugehörigem Musikvideo, um in musikalischer Form seine Dankbarkeit allen Medizinern, Pflegekräften und Forschern gegenüber zum Ausdruck zu bringen, die weltweit dazu beitrugen, das damals grassierende Corona-Virus zu bekämpfen.